# Timgad
Timgad (Timkad, arab. تيمقاد = Tīmqād, łac. Thamugadi) – starożytne miasto w Afryce Północnej, na terenie dzisiejszej Algierii. Zachowany do dziś kompleks ruin został w 1982 roku wpisany na listę światowego dziedzictwa kultury UNESCO.

## Historia miasta
Miasto zostało założone w 100 roku naszej ery przez cesarza Trajana w miejscu wcześniejszej osady kartagińskiej. Szybko uzyskało ono rzymskie prawa miejskie, co było równoznaczne z uznaniem jego mieszkańców za obywateli Rzymu. Solidne mury otaczające miasto świadczą o pierwotnej funkcji osady jako obozu wojskowego. Po uzyskaniu przez Timgad statusu stolicy prowincji, obóz został przeniesiony do Lambaesis, gdzie do dziś zachował się wspaniały łuk triumfalny łudząco podobny do średniowiecznego zamku.
W czasach świetności Timgadu mieszkańcy miasta starali się niczym nie ustępować swoim współobywatelom z Europy. Miasto było kulturalnym centrum prowincji, istniał tu amfiteatr oraz biblioteka, której księgozbiór nawet jak na dzisiejsze czasy sprawia imponujące wrażenie, gdyż zawierał około 25 tysięcy tomów. Odnaleziony zapis głosi, że koszt budowy gmachu wynosił 400 tysięcy sestercji, a poniesiony został przez niejakiego Marcusa Iluliusa Quintanusa.
Timgad z czasem jednak podupadł i całkiem stracił swoje znaczenie. Stosunkowo szybko wówczas o nim zapomniano. Po upadku Rzymu miasto przeszło pod władzę Bizancjum i kiedy niedługo potem jego dużą część niszczyło trzęsienie ziemi, i tak trwała już agonia miasta. Gwałtownie zmalał eksport pszenicy, który stanowił podstawę gospodarki Afryki Północnej, klimat zrobił się suchszy, a źródła, z których miasto czerpało wodę, zaczęły wysychać. Straciło sens istnienie trzydziestokilometrowego systemu inżynieryjnego, który za pomocą akweduktów zaopatrywał w wodę baseny i fontanny. Ludzie porzucili miasto i zapomnieli o nim, a ponieważ w pobliżu nie było wody, chłopi nie osiedlali się w kolejnych wiekach wśród ruin i tym samym ich nie niszczyli. Dopiero po wielu wiekach przykryte pyłem i piaskiem Sahary ruiny wzbudziły zainteresowanie europejskich archeologów.

## Stanowisko archeologiczne
Timgad był w czasach swojej świetności typowym miastem rzymskim, został zaprojektowany przy użyciu linijki i cyrkla, co jest bardzo dobrze widoczne na zdjęciach lotniczych przedstawiających ułożenie miasta. Osadę przecinały dwie szerokie ulice spotykające się w centrum. Między owymi ulicami i wspomnianym murami rozłożono w regularnych szachownicach dzielnice mieszkalne.
W dzielnicach składających się z malutkich domów mieszczan znajdowały się także potężne budowle publiczne. Do dzisiaj zachowały się fragmenty łaźni miejskich, wśród ruin w całkiem niezłym stanie znajdują się piwnice z paleniskami ogrzewającymi wodę, miejsca w których znajdowały się baseny z ciepłą i zimną wodą, sale masaży i platformy, na których umieszczano łoża dla zamożniejszych obywateli.
Jedna z głównych ulic miasta – decumanus (jej kamienna jezdnia do dziś zachowała ślady kół) wiodła do wspaniałego Łuku Trajana. Zdobiące łuk posągi z biegiem czasu uległy jednak zniszczeniu, kolumny pozostały jednak nienaruszone. Ulica przechodzi pod trzema prześwitami: centralnym – bardzo szerokim, przeznaczonym dla pojazdów oraz dwoma bocznymi dla pieszych.
Z licznych posągów imperatorów i innych sławnych oraz znaczących osobistości pozostały tylko postumenty. Ich liczba jednak świadczy o tym, że obywatele miasta, znacznie oddalonego przecież od centrum Imperium rzymskiego, starali się niczym nie ustępować metropoliom w Europie. Wzgórze, na którym stał kiedyś Kapitol – świątynia trzech bóstw: Jowisza, Junony i Minerwy – wieńczą dwie ogromne kolumny. Swego czasu u fasady Kapitolu znajdowało się sześć kolumn, a wewnątrz świątynia rozdzielona była na trzy nawy (każde bóstwo posiadało swoją nawę).
Bazar Timgadu zachowany jest znacznie lepiej niż w innych miastach rzymskich, pozostały po nim sklepiki z kamiennymi stołami i ladami. Budynki sklepów są bogato ozdobione ornamentami i szyldami ze sztukaterii. Uważa się, że w czasach świetności miasta spotykały się tutaj liczne karawany z pustyni i z wybrzeża.
W mieście zachowały się ruiny ogromnego amfiteatru, mającego sześćdziesiąt metrów średnicy i mogącego pomieścić 4000 widzów. Znaleźć możemy tutaj również pozostałości po wspomnianej wcześniej dawnej bibliotece – jednopiętrowym budynku z niszami na zwoje i szafami zawierającymi magazyn na książki.